# The Schtrebers
Штреберси (The Schtrebers) су андерграунд бенд из Београда.

## Историјат
Бенд је настао 2004. године, после 4 године проба у БИГЗу. Одржали су на десетине концерата по београдским клубовима али и широм Србије. 20. априла 2009. одржали су са хардкор панк бендом Unison одржали концерт против приватизације зрењанинског Шинвоза у клубу Куглаш.
Били су предгрупа на концерту америчког хеви метал бенда Torche у Божидарцу 27. новембра 2015.
Њихов звук је жанровски доста разноврстан, а они сами кажу да је њихова музика под утицајем бендова попут: Entombed, Primus, Fugazi, The Minutemen, Refused, Sonic Youth.

## Састав
Наступају у следећем саставу:
- Лазар Керезовић Керез - гитара
- Ненад Видојевић Видец - бубњеви
- Милош Луковић Шоми - бас

Некадашњи чланови бенда:
- Рената Ђурић - вокал
- Иван Теофиловић - саксофон

## Дискографија

### Синглови
- 2012. - Frank N. Stein
- 2012. - .sys
- 2012. - Najnovijanovanova
- 2012. - H3f

### ЕП-ови
- 2013. - 1+1=10, Geenger Records, Загреб